# Benoit Benjamin
Pour les articles homonymes, voir Benjamin.
Benoit Benjamin, né le 22 novembre 1964 à Monroe, en Louisiane, est un ancien joueur américain de basket-ball. Il évoluait au poste de pivot.

## Pour approfondir
- Liste des meilleurs contreurs en NBA en carrière.
- Liste des joueurs de NBA avec 10 contres et plus sur un match.